# Golden Globe Awards 1953
Die zehnte Verleihung der Golden Globe Awards fand am 26. Februar 1953 statt.

## Preisträger und Nominierungen

### Bester Film – Drama
Die größte Schau der Welt (The Greatest Show on Earth) – Regie: Cecil B. DeMille
- Ich bin ein Atomspion (The Thief) – Regie: Russell Rouse
- Kehr zurück, kleine Sheba (Come Back, Little Sheba) – Regie: Daniel Mann
- Mein Sohn entdeckt die Liebe (The Happy Time) – Regie: Richard Fleischer
- Zwölf Uhr mittags (High Noon) – Regie: Fred Zinnemann

### Bester Film – Musical/Komödie
Mit einem Lied im Herzen (With a Song in My Heart) – Regie: Walter Lang
- Du sollst mein Glücksstern sein (Singin' in the Rain) – Regie: Stanley Donen, Gene Kelly
- Hans Christian Andersen und die Tänzerin (Hans Christian Andersen) – Regie: Charles Vidor
- In all meinen Träumen bist Du (I’ll See You in My Dreams) – Regie: Michael Curtiz
- Liebe, Pauken und Trompeten (Stars and Stripes Forever) – Regie: Henry Koster

### Bester Film zur Förderung der Völkerverständigung
Anything Can Happen – Regie: George Seaton
- Budapest antwortet nicht (Assignment: Paris) – Regie: Robert Parrish
- Ivanhoe – Der schwarze Ritter (Ivanhoe) – Regie: Richard Thorpe

### Beste Regie
Cecil B. DeMille – Die größte Schau der Welt (The Greatest Show on Earth)
- Richard Fleischer – Mein Sohn entdeckt die Liebe (The Happy Time)
- John Ford – Der Sieger (The Quiet Man)

### Bester Hauptdarsteller – Drama
Gary Cooper – Zwölf Uhr mittags (High Noon)
- Charles Boyer – Mein Sohn entdeckt die Liebe (The Happy Time)
- Ray Milland – Ich bin ein Atomspion (The Thief)

### Bester Hauptdarsteller – Musical/Komödie
Donald O’Connor – Du sollst mein Glücksstern sein (Singin' in the Rain)
- Danny Kaye – Hans Christian Andersen und die Tänzerin (Hans Christian Andersen)
- Clifton Webb – Liebe, Pauken und Trompeten (Stars and Stripes Forever)

### Beste Hauptdarstellerin – Drama
Shirley Booth – Kehr zurück, kleine Sheba (Come Back, Little Sheba)
- Joan Crawford – Maskierte Herzen (Sudden Fear)
- Olivia de Havilland – Meine Cousine Rachel (My Cousin Rachel)

### Beste Hauptdarstellerin – Musical/Komödie
Susan Hayward – Mit einem Lied im Herzen (With a Song in My Heart)
- Katharine Hepburn – Pat und Mike (Pat and Mike)
- Ginger Rogers – Liebling, ich werde jünger (Monkey Business)

### Bester Nebendarsteller
Millard Mitchell – My Six Convicts
- Kurt Kasznar – Mein Sohn entdeckt die Liebe (The Happy Time)
- Gilbert Roland – Stadt der Illusionen (The Bad and the Beautiful)

### Beste Nebendarstellerin
Katy Jurado – Zwölf Uhr mittags (High Noon)
- Mildred Dunnock – Viva Zapata!
- Gloria Grahame – Stadt der Illusionen (The Bad and the Beautiful)

### Bester Nachwuchsdarsteller
Richard Burton – Meine Cousine Rachel (My Cousin Rachel)
- Aldo Ray – Pat und Mike (Pat and Mike)
- Robert Wagner – Liebe, Pauken und Trompeten (Stars and Stripes Forever)

### Beste Nachwuchsdarstellerin
Colette Marchand – Moulin Rouge
- Rita Gam – Ich bin ein Atomspion (The Thief)
- Katy Jurado – Zwölf Uhr mittags (High Noon)

### Bestes Drehbuch
Michael Wilson – Der Fall Cicero (5 Fingers)
- Carl Foreman – Zwölf Uhr mittags (High Noon)
- Clarence Greene, Russell Rouse – Ich bin ein Atomspion (The Thief)

### Beste Kamera – Schwarzweiß
Floyd Crosby – Zwölf Uhr mittags (High Noon)
- Sam Leavitt – Ich bin ein Atomspion (The Thief)
- Hal Mohr – Das Himmelbett (The Four Poster)

### Beste Kamera – Farbe
George Barnes, J. Peverell Marley – Die größte Schau der Welt (The Greatest Show on Earth)

### Beste Filmmusik
Dimitri Tiomkin – Zwölf Uhr mittags (High Noon)
- Miklós Rózsa – Ivanhoe – Der schwarze Ritter (Ivanhoe)
- Victor Young – Der Sieger (The Quiet Man)

### Special Achievement Award
Francis Kee Teller

### Cecil B. DeMille Award
Walt Disney
- Stanley Kramer
- Adolph Zukor

### Henrietta Award
Susan Hayward

John Wayne